# بيل هوفمان (لاعب كرة قدم أمريكية)
بيل هوفمان (بالإنجليزية: Bill Hoffman)‏ هو لاعب كرة قدم أمريكية أمريكي، ولد في 31 مارس 1902 في بنسيلفانيا في الولايات المتحدة، وتوفي في 6 يونيو 1994 في ألينتاون في الولايات المتحدة.

## وصلات خارجية
- بيل هوفمان على موقع مرجع كرة القدم المحترفة.كوم (الإنجليزية)
- بيل هوفمان على موقع JustSportsStats.com (الإنجليزية)